# Special Olympics Guinea-Bissau
Special Olympics Guinea-Bissau (englisch: Special Olympics Guinea Bissau) ist der guinea-bissauische Verband von Special Olympics International, der weltweit größten Sportbewegung für Menschen mit geistiger Beeinträchtigung und Mehrfachbeeinträchtigung. Ziel ist die sportliche Förderung dieser Personengruppe und die Sensibilisierung der Gesellschaft für sie. Außerdem betreut der Verband die guinea-bissauischen Athletinnen und Athleten bei den Special Olympics Wettbewerben.

## Geschichte
Special Olympics Guinea-Bissau wurde 2018 mit Sitz in Bissau gegründet.

## Aktivitäten
2018 waren 41 Athletinnen, Athleten und Unified Partner sowie 45 Trainer bei Special Olympics Guinea-Bissau registriert.
Der Verband nahm 2019 an den Programmen Athlete Leadership, Healthy Athletes, Young Athletes und Family Health Forums teil, die von Special Olympics International ins Leben gerufen worden waren.

### Sportarten
Folgende Sportarten wurden 2019 vom Verband angeboten:
- Basketball (Special Olympics)
- Fußball (Special Olympics)
- Leichtathletik (Special Olympics)

### Teilnahme an Weltspielen vor 2020
• 2019 Special Olympics, World Summer Games, Abu Dhabi (4 Athletinnen und Athleten)

### Teilnahme an den Special Olympics World Summer Games 2023 in Berlin
Special Olympics Guinea-Bissau beteiligte sich an den Special Olympics World Summer Games 2023. Die sechsköpfige Delegation, bestehend aus einer Athletin, einem Athleten, zwei Trainern und einer Organisatorin, wurde vor den Spielen im Rahmen des Host Town Program von Dormagen betreut.